# 郭叔
郭叔，一作虢叔，姬姓，字叔，西周时期虢国君主。

## 生平
史籍中关于郭叔的记载不多，《逸周书·王会篇》记载他在周成王朝见各诸侯、方国的诸侯之会上位于堂下的东面，替天子登录礼品，所佩戴的冠冕上无垂珠。梁宁森、郑建英所著的《虢国研究》认为他是虢叔之子。
| 前任： 父虢叔 | 虢国君主 | 繼任： 一说为虢城公 |